# Ficus pubigera
Ficus pubigera là một loài thực vật có hoa trong họ Moraceae. Loài này được (Wall. ex Miq.) Brandis mô tả khoa học đầu tiên năm 1874.